# Carmen Abela y Espinosa de los Monteros
Carmen Abela y Espinosa de los Monteros (Chiclana de la Frontera, Cadis, 24 de juliol del 1875- Guadalajara, 27 d'abril de 1962) va ser una destacada mestra espanyola, cèlebre per desenvolupar mètodes pedagògics per a l'educació de nens discapacitats, un tema que a la seva època estava molt marginat de l'educació en general. A més, va realitzar una sèrie d'assajos per determinar el nombre de nens «anormals» a Espanya, que després va ampliar a França, Suïssa i Bèlgica quan se li havia concedit una beca per a l'estudi de «la situació de la pedagogia d'anormals als països europeus».
Va començar la seva carrera de professora nacional després d'aprovar les oposicions a Huete, Conca i a El Molar, Madrid. Després de sol·licitar estudiar a l'estranger, al 1920 la Junta d'Ampliació d'Estudis li va concedir una beca de postgrau a realitzar a l'estranger, gràcies a la seva bona labor a Huete —segons els arxius dels inspectors de l'època— i el seu currículum, que incloïa treballs propis, un excel·lent com a nota en la carrera, un curset sobre procediment i mètodes al Col·legi de Sordmuts, Cecs i Anormals, i un certificat de pràctiques a l'Institut Central d'Anormals. Ja com a mestra, donat el seu interès per la pedagogia d'anormals, es va especialitzar en la matèria, desenvolupant mètodes per a la correcció del llenguatge, treballs sobre l'anàlisi de trets psicològics, etc. Encara que no està demostrat que finalment fos nomenada, pel que sembla el Ministeri d'Instrucció Pública i Belles Arts va proposar que ocupés una plaça al Col·legi Nacional de Sordmuts, Cecs i Anormals.
El 1921 va viatjar a Ginebra (Suïssa), per assistir a cursos impartits per prestigiosos professors sobre «educació d'anormals». També va visitar França. Convençuda que l'aprenentatge de nous mètodes per a la seva labor era més important que acumular títols o prestigi diria:
| « | De los cursos siempre se saca algún provecho real, pero un examen no vale para nada que no sea puramente externo y formal (...) estoy conforme en que el examen es una fórmula de la cual puedo prescindir. | » |

Encara que Abela amb prou feines va publicar les seves experiències, aquestes van ser rescatades, exposades i reconegudes gràcies a la labor d'Orellana Garrido.

## Publicacions
- Notas para la educación de los niños anormales. Inèdit en expedient personal de la JAE.